# Occultation astéroïdale

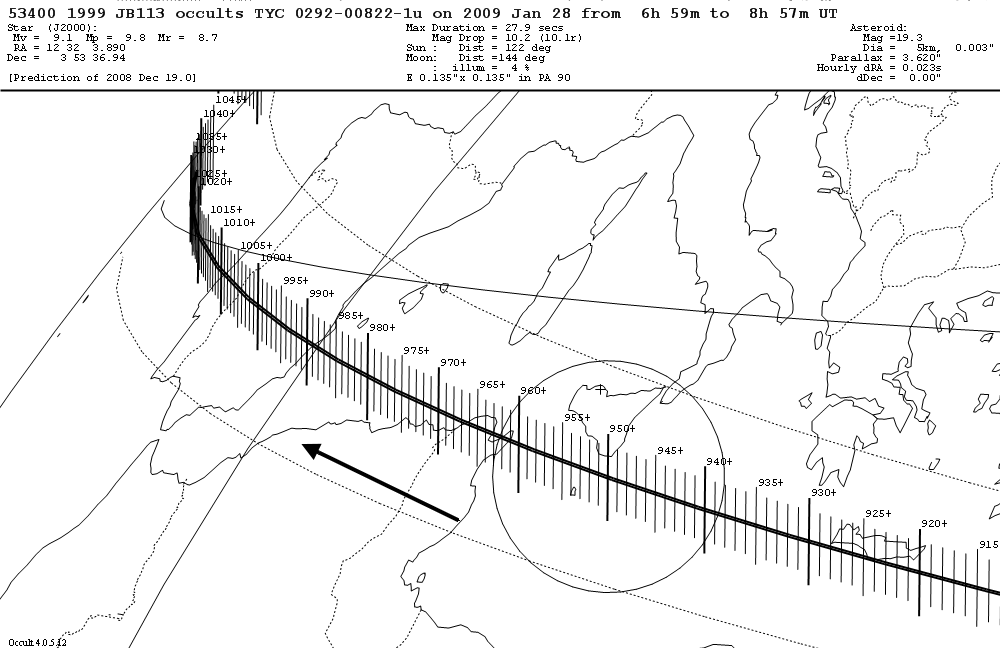
Prédiction par le logiciel Occult de la zone d'observabilité, en méditerranée et péninsule ibérique, de l'occultation de l'étoile TYC 0292-00822-1u par le planétoïde 53400 1999 JB113, le 28 janvier 2009.

Une occultation astéroïdale est l'occultation d'un astre, généralement une étoile, par un astéroïde. Étant donné le nombre d'astéroïdes connus et le nombre d'étoiles visibles depuis la Terre, ces phénomènes ne sont pas rares tout en n'étant pas extrêmement fréquents. Des logiciels spécialisés effectuent des prédictions de localisation et de timing de la trajectoire de l'ombre de l'astéroïde éclairé par l'étoile à partir de catalogues astronomiques disponibles sur Internet,. Des catalogues de paramètres orbitaux des planètes mineures et des catalogues stellaires, très précis, qui reprennent le mouvement propre des étoiles. Les observations photométriques de ces occultations permettent de préciser les orbites des astéroïdes ainsi que leurs dimensions avec des moyens relativement simples, accessibles aux astronomes amateurs. Elles constituent un excellent thème de science participative.

## Principe de la mesure

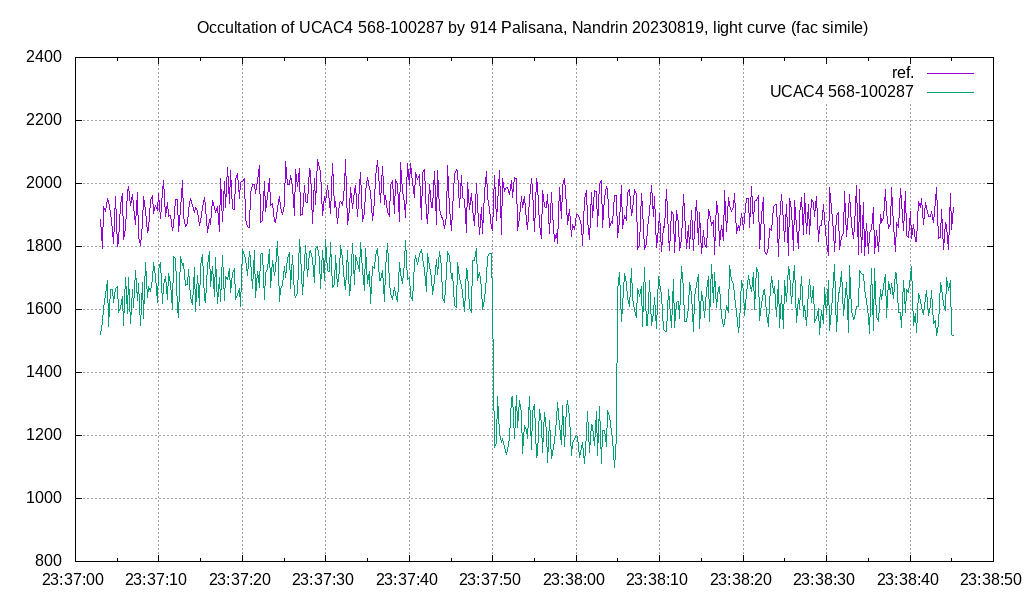
Simulation de courbe de lumière d'un occultation de l'étoile UCAC4 568-100287 par l'astéroïde en août 2023 à Nandrin.

Lorsqu'un astéroïde passe devant une étoile, il y a une variation de luminosité. La luminosité de l'étoile est remplacée par celle de l'astéroïde. Cela s'apparente à la méthode des transits pour la détection des exoplanètes où les exoplanètes masquent partiellement le disque de leur étoile. Dans le cas d'une occultation astéroïdale, la taille apparente de l'astéroïde est beaucoup plus grande que la taille apparente de l'étoile et donc l'éclipse de l'étoile est totale et la luminosité de l'étoile est entièrement remplacée par celle de l'astéroïde durant son transit. Un astéroïde peu lumineux passant devant une étoile de forte magnitude sera plus facile à observer que si les deux astres ont une magnitude proche ou si l'astéroïde est plus lumineux que l'étoile.
Deux paramètres temporels sont mesurés : le moment de l'occultation qui aide éventuellement à préciser la position de l'astéroïde sur son orbite et sa durée qui informe sur la taille de l'astéroïde. La ceinture principale des astéroïdes est située entre Mars et Jupiter dont les vitesses orbitales sont respectivement 24 km/s et 13 km/s. Si l'observateur était fixe, un film à 25 images par seconde permettrait une précision de l'ordre du kilomètre quelle que soit la distance nous séparant de l'objet. Par exemple, un astéroïde troyen à 700 millions de kilomètres ou même une précision supérieure pour un objet transneptunien dont la vitesse orbitale sera inférieure à 5 km/s. Il faut cependant tenir compte que l'observateur se trouve sur une planète qui tourne sur elle-même et qui tourne autour du Soleil (à 30 km/s). La durée de l'occultation va dépendre de la taille de l'astéroïde et de la différence des vitesses projetées dans un plan perpendiculaire à la ligne de visée. À échantillonnage constant, la précision va également dépendre de cette différence de vitesses. Et, bien sûr, les logiciels de prédiction doivent également tenir compte de la vitesse de la lumière et que l'image de l'astéroïde peut mettre plusieurs dizaines de minutes pour nous parvenir. Dans le cas de l'occultation d'une étoile brillante, un simple caméscope ou appareil photographique permet de mesurer la taille d'un astéroïde avec une précision inégalée, bien au delà de celle accessible au pouvoir de résolution des meilleurs télescopes. Lorsque le nombre d'observations (et donc d'observateurs) est élevé, l'ensemble des cordes (en) permet de déterminer un profil de l'astéroïde.

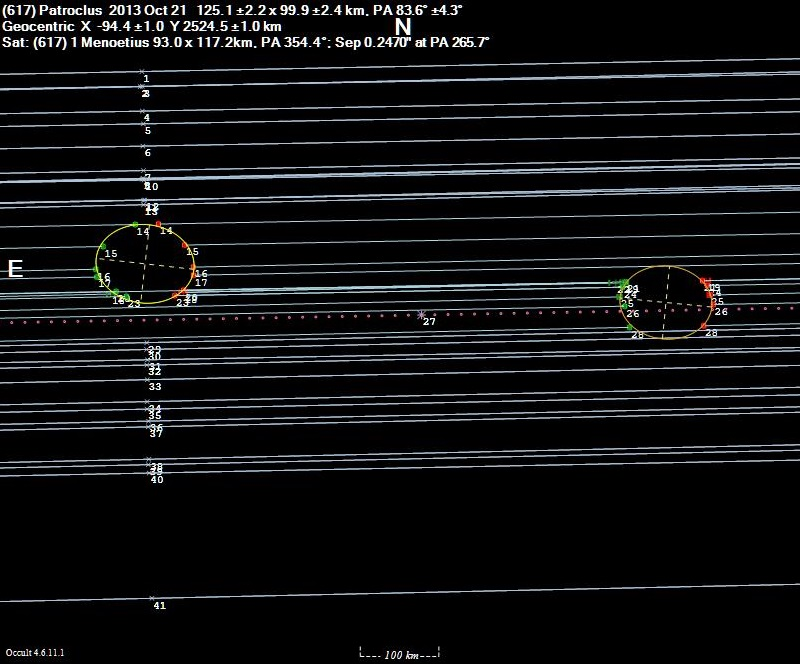
Observation en octobre 2013 du système astéroïdal binaire -Ménétios par 41 observateurs avec 21 observations positives ayant produit des cordes permettant de caractériser la géométrie de ces astres.

Bien sûr, tout ceci repose sur les logiciels de prédiction et les mesures astrométriques précises réalisées par des satellites comme Hipparcos ou Gaia. La taille des astéroïdes et leur mouvement n'étant pas connus a priori avec une grande précision, ces logiciels fournissent une probabilité d'observation pour un événement donné en un lieu particulier et les observations manquées ne sont pas rares mais néanmoins utiles, elles participent à la méthode scientifique.